# Фаниелло, Клаудия
Клаудия Фаниелло (мальт. Claudia Faniello; род. 25 февраля 1988, Каура, Мальта) — мальтийская певица. Представительница Мальты на Евровидении 2017 с песней «Breathlessly».

## Биография
Родилась 25 февраля 1988 года в городе Каура. Там выросла вместе с братом и сестрой. С 12 лет начала участвовать в различных телевизионных шоу и музыкальных конкурсах. В 2007 году выпустила свой дебютный сингл «Wild Flower».